# Río Cuyín Manzano
El río Cuyín Manzano, también llamado Arroyo Cuyín Manzano, es una corta corriente de agua ubicada en el sudoeste de la provincia del Neuquén, en la Patagonia argentina. Nace en las sierras de Cuyín Manzano —que separan los valles de los lagos Nahuel Huapi y Traful— y desemboca en el río Traful.
Su nombre significa "manzano viejo" en idioma mapuche, aunque en ese caso "Cuyín'" es una transliteración errónea de Kushe.
Está enteramente ubicado en el parque nacional Nahuel Huapi, y recorre en su totalidad un valle estrecho, poblado de cipreses y maitenes, además de áreas de estepa arbustiva. En su tramo final pasa por una estrecha garganta que forma parte del "Valle Encantado", que comparte con el río Limay y el Traful: se trata de un conjunto de extrañas formaciones rocosas, erosionadas durante milenios por la acción del viento, que recuerdan a almenas de castillos medievales.
A orillas de este río se encuentra la pequeña localidad de Cuyín Manzano, donde viven 16 familias dedicadas a la ganadería y escasa actividad turística.
En el valle se han realizado algunas excavaciones arqueológicas, centradas en una cueva que habría estado habitada hacia los años 9900 AP.